# Australia na Letnich Igrzyskach Olimpijskich 1928
Australię na Letnich Igrzyskach Olimpijskich 1928 reprezentowało 18 zawodników, 14 mężczyzn i 4 kobiety.

## Zdobyte medale
| Medal  | Zawodnik     | Dyscyplina  | Konkurencja                     | Rezultat | Data        |
| ------ | ------------ | ----------- | ------------------------------- | -------- | ----------- |
| Złoto  | Henry Pearce | Wioślarstwo | jedynka mężczyzn                | 7:11,0   | 10 sierpnia |
| Srebro | Boy Charlton | Pływanie    | 400 m stylem dowolnym mężczyzn  | 5:03,6   | 9 sierpnia  |
| Srebro | Boy Charlton | Pływanie    | 1500 m stylem dowolnym mężczyzn | 20:02,6  | 6 sierpnia  |
| Brąz   | Dunc Gray    | Kolarstwo   | 1 km na czas                    | 1:15,6   | 5 sierpnia  |

## Skład reprezentacji

### Kolarstwo

#### Kolarstwo torowe
| Zawodnik     | Konkurencja | Eliminacje             | Eliminacje | Repasaże   | Repasaże | Ćwierćfinał | Ćwierćfinał | Repasaże   | Repasaże | Półfinały  | Półfinały | Finał      | Finał   |
| Zawodnik     | Konkurencja | Przeciwnik             | Miejsce    | Przeciwnik | Miejsce  | Przeciwnik  | Miejsce     | Przeciwnik | Miejsce  | Przeciwnik | Miejsce   | Przeciwnik | Miejsce |
| ------------ | ----------- | ---------------------- | ---------- | ---------- | -------- | ----------- | ----------- | ---------- | -------- | ---------- | --------- | ---------- | ------- |
| Jack Standen | sprint      | Severgnini Plūme Yermo | 1. Q       | —          | —        | Mazairac    | 2.          | NQ         | NQ       | NQ         | NQ        | NQ         | NQ      |

| Zawodnik  | Konkurencja  | Czas   | Pozycja |
| --------- | ------------ | ------ | ------- |
| Dunc Gray | 1 km na czas | 1:15,6 | brąz    |

### Lekkoatletyka
Mężczyźni
Konkurencje biegowe
| Zawodnik       | Konkurencja        | Eliminacje | Eliminacje | Ćwierćfinał | Ćwierćfinał | Półfinał | Półfinał | Finał | Finał   |
| Zawodnik       | Konkurencja        | Wynik      | Miejsce    | Wynik       | Miejsce     | Wynik    | Miejsce  | Wynik | Miejsce |
| -------------- | ------------------ | ---------- | ---------- | ----------- | ----------- | -------- | -------- | ----- | ------- |
| Jimmy Carlton  | 100 m              | 11,0       | 2. Q       | 11,0        | 5.          | NQ       | NQ       | NQ    | NQ      |
| Jimmy Carlton  | 200 m              | 22,8       | 2. Q       | 22,0        | 4.          | NQ       | NQ       | NQ    | NQ      |
| Charles Stuart | 400 m              | NO         | 3.         | NQ          | NQ          | NQ       | NQ       | NQ    | NQ      |
| Charles Stuart | 800 m              | NO         | 6.         | —           | —           | NQ       | NQ       | NQ    | NQ      |
| William Whyte  | 800 m              | NO         | 5.         | —           | —           | NQ       | NQ       | NQ    | NQ      |
| William Whyte  | 1500 m             | 3:59,9     | 2. Q       | —           | —           | 4:00,4   | 9.       | NQ    | NQ      |
| George Hyde    | 1500 m             | NO         | 6.         | —           | —           | —        | —        | NQ    | NQ      |
| George Hyde    | 5000 m             | DNF        | DNF        | —           | —           | —        | —        | NQ    | NQ      |
| Alf Watson     | 110 m przez płotki | NO         | 3.         | —           | —           | NQ       | NQ       | NQ    | NQ      |
| Alf Watson     | 400 m przez płotki | 57,8       | 4.         | —           | —           | NQ       | NQ       | NQ    | NQ      |

Konkurencje techniczne
| Zawodnik    | Konkurencja | Eliminacje | Eliminacje | Finał | Finał   |
| Zawodnik    | Konkurencja | Wynik      | Miejsce    | Wynik | Miejsce |
| ----------- | ----------- | ---------- | ---------- | ----- | ------- |
| Nick Winter | trójskok    | 14,15      | 12.        | NQ    | NQ      |

Kobiety
Konkurencje biegowe
| Zawodnik      | Konkurencja | Eliminacje | Eliminacje | Półfinał | Półfinał | Finał | Finał   |
| Zawodnik      | Konkurencja | Wynik      | Miejsce    | Wynik    | Miejsce  | Wynik | Miejsce |
| ------------- | ----------- | ---------- | ---------- | -------- | -------- | ----- | ------- |
| Edie Robinson | 100 m       | NO         | 2. Q       | NO       | 3.       | NQ    | NQ      |
| Edie Robinson | 800 m       | NO         | 5.         | —        | —        | NQ    | NQ      |

### Pływanie
Mężczyźni
| Zawodnik     | Konkurencja       | Eliminacje | Eliminacje | Półfinał | Półfinał | Finał   | Finał   |
| Zawodnik     | Konkurencja       | Czas       | Miejsce    | Czas     | Miejsce  | Czas    | Miejsce |
| ------------ | ----------------- | ---------- | ---------- | -------- | -------- | ------- | ------- |
| Boy Charlton | 400 m dowolnym    | 5:23,0     | 2. Q       | 5:13,6   | 2. Q     | 5:03,6  | srebro  |
| Boy Charlton | 1500 m dowolnym   | 20:17,4    | 2. Q       | 20:57,0  | 2. Q     | 20:02,6 | srebro  |
| Tom Boast    | 100 m grzbietowym | 1:17,0     | 1. Q       | NO       | 4.       | NQ      | NQ      |

Kobiety
| Zawodniczka    | Konkurencja       | Eliminacje | Eliminacje | Półfinał | Półfinał | Finał | Finał   |
| Zawodniczka    | Konkurencja       | Czas       | Miejsce    | Czas     | Miejsce  | Czas  | Miejsce |
| -------------- | ----------------- | ---------- | ---------- | -------- | -------- | ----- | ------- |
| Bonnie Mealing | 100 m dowolnym    | 1:20,6     | 3.         | NQ       | NQ       | NQ    | NQ      |
| Edna Davey     | 100 m dowolnym    | NO         | 4.         | NQ       | NQ       | NQ    | NQ      |
| Edna Davey     | 400 m dowolnym    | 6:12,0     | 3.         | NQ       | NQ       | NQ    | NQ      |
| Bonnie Mealing | 100 m grzbietowym | NO         | 4.         | —        | —        | NQ    | NQ      |
| Doris Thompson | 200 m klasycznym  | 3:33,6     | 3. Q       | NO       | 5.       | NQ    | NQ      |

### Skoki do wody
Mężczyźni
| Zawodnik     | Konkurencja | Eliminacje | Eliminacje | Finał | Finał   |
| Zawodnik     | Konkurencja | Wynik      | Pozycja    | Wynik | Pozycja |
| ------------ | ----------- | ---------- | ---------- | ----- | ------- |
| Harry Morris | trampolina  | 94,46      | 8.         | NQ    | NQ      |
| Harry Morris | wieża       | 53,42      | 7.         | NQ    | NQ      |

### Wioślarstwo
| Zawodnik     | Konkurencja | Runda 1 | Runda 1 | Repasaż | Repasaż | Runda 2 | Runda 2 | Repasaż | Repasaż | Ćwierćfinał | Ćwierćfinał | Półfinał | Półfinał | Finał  | Finał | Pozycja |
| Zawodnik     | Konkurencja | Czas    | M.      | Czas    | M.      | Czas    | M.      | Czas    | M.      | Czas        | M.          | Czas     | M.       | Czas   | M.    | Pozycja |
| ------------ | ----------- | ------- | ------- | ------- | ------- | ------- | ------- | ------- | ------- | ----------- | ----------- | -------- | -------- | ------ | ----- | ------- |
| Henry Pearce | jedynka     | 7:55,8  | 1. Q    | —       | —       | 7:28,0  | 1. Q    | —       | —       | 7:42,8      | 1. Q        | 7:01,8   | 1. Q     | 7:11,0 | 1.    | złoto   |

### Zapasy
Styl wolny
| Konkurencja   | Zawodnik        | 1/8              | Ćwierćfinał      | Półfinał         | Finał            | Półfinał B SMS   | Finał B SMF      | Półfinał C BMS   | Finał C BMF      | Miejsce |
| Konkurencja   | Zawodnik        | Przeciwnik Wynik | Przeciwnik Wynik | Przeciwnik Wynik | Przeciwnik Wynik | Przeciwnik Wynik | Przeciwnik Wynik | Przeciwnik Wynik | Przeciwnik Wynik | Miejsce |
| ------------- | --------------- | ---------------- | ---------------- | ---------------- | ---------------- | ---------------- | ---------------- | ---------------- | ---------------- | ------- |
| Arthur Ford   | waga kogucia    | —                | Piguet P         | NQ               | NQ               | NQ               | NQ               | NQ               | NQ               | 7.      |
| Harry Morris  | waga półśrednia | BYE              | Haavisto P SMF   | NQ               | NQ               | —                | Appleton P BMS   | Jourlin P        | NQ               | 5.      |
| Thomas Bolger | waga średnia    | Kyburz P SMS     | NQ               | NQ               | NQ               | Praeg p          | NQ               | —                | —                | 6.      |